# Sé titular de Tebas
Arquidiocese de Tebas (em latim: Archidiœcesis Thebæ in Græcia) foi uma arquidiocese metropolitana extinta na Grécia, na cidade de Tebas, que foi transformada em sé titular.

## História
Tebas é uma antiga diocese da Grécia, no Patriarcado de Constantinopla. Inicialmente, era sufragânea da Arquidiocese de Corinto, sendo mencionada como arquidiocese autocéfala no Notitia Episcopatuum atribuída ao imperador Leão VI, provavelmente a partir do século X. No século XI Tebas é elevada à categoria de sé metropolitana.
De acordo com a tradição grega, o primeiro bispo de Tebas era Rufo, mencionado na epístola de São Paulo aos Romanos (Romanos 16:13). Outros bispos tebanos do primeiro milênio cristão são: Júlio, que assinou os atos do Concílio de Sárdica (cerca de 344); Anísio, que esteve presente no Primeiro Concílio de Éfeso, em 431; Arquítimo, que assinou uma carta dos bispos gregos ao imperador Leão (458), após o assassinato do patriarca de Alexandria Protério. A seguir já não são bispos conhecidos de Tebas, até o século IX, onde aparece o nome de Marciano, archiepiscopus Thebarum entre os participantes do Concílio de Constantinopla de 869.
Durante a Quarta Cruzada, foi formado o Ducado de Atenas, que teve Tebas como sua capital. Aqui foi estabelecida a arquidiocese de rito latino, que sobreviveu até 1456, quando o sultão Maomé II, o Conquistador finalmente conquistou o ducado.
Tebas sobrevive até hoje como a sé titular do Arcebispo, que está em sede vacante desde 1 de fevereiro de 1965.

## Bispos gregos
- Rufo † (século I)
- Júlio † (mencionado em 344)
- Anísio † (mencionado em 431)
- Arquítimo † (mencionado em 458)
- Marciano † (mencionado em 869)

## Arcebispos do rito latino
- Anônimo † (mencionado em 1208)
- A. † (4 ottobre 1210 - ?)
- Anônimo † (mencionado em 1241)
- Anônimo † (mencionado em 1252)
- Anônimo † (mencionado em 1263)
- Nicolau † (? - 1308 nomeado patriarca de Constantinopla)
- Isnardo Tacconi, O.P. † (1308 - 1311 nomeado patriarca de Antioquia)
- Estêvão † (1311 - ?)
- Isnardo Tacconi, O.P. † (1326 - ?)[nt 1]
- Filipe, O. Carm. † (1342 - 1351 nomeado bispo de Conza)
- Sirello Pietro de Ancona † (1351 - ?)
- Paulo † (1357 - 1366 nomeado patriarca de Constantinopla)
- Simão Atumano, O.S.B.I. † (1366 - ?)
  - Tomás de Negroponte, O.F.M. † (1387 - ?) (obediência avinhonesa)
- Estêvão †
- Garcia † (1387 - ?)
- Bento † (1390 - ?)
- Bernardo † (1405 - ?)
- Antônio † (?)
- Nicolau de Treviso, O.F.M. † (1410 - 1410 nomeado bispo de Nona)
- Tiago † (1411 - ?)
- João de Pontremoli, O.F.M. † (1418 - ?)
- Estêvão † (1429 - ?)

## Arcebispos titulares
- Basílio Bessarion † (1440 - ?)
- Giovanni Dacre, O.F.M. † (1478 - 1485)[nt 2]
- Carlo Domenico del Carretto † (1499 - 1507 nomeado arcebispo de Reims)
- Bernardino † (mencionado em 1521)
- John Kite † (1521 - 1537)[nt 3]
- Giuseppe Acquaviva † (1621 - 1634)
- Lelio Falconieri † (1634 - 1643 criado cardeal)
- Annibale Bentivoglio † (1645 - 1663)
- Niccolò Pietro Bargellini † (1665 - 1690 nomeado patriarca titular de Jerusalém)
- Gianantonio Davia † (1690 - 1698 nomeado arcebispo, título pessoal, de Rimini)
- Orazio Filippo Spada † (1698 - 1704 nomeado arcebispo, título pessoal, de Lucca)
- Gerhard Potcamp † (1705)
- Nicola Gaetano Spinola † (1706 - 1715 criado cardeal)
- Lazzaro Pallavicini † (1721 - 1744)
- Felice Solazzo Castriotta † (1745 - 1755)
- Vitaliano Borromeo † (1756 - 1766 criado cardeal)
- Joaquín de Eleta, O.F.M. † (1769 - 1786 nomeado arcebispo, título pessoal, de Osma)
- Lorenzo Litta † (1793 - 1801 criado cardeal de Santa Pudenciana)
- Giuseppe Morozzo Della Rocca † (1802 - 1816 criado cardeal de Santa Maria degli Angeli)
- Ugo Pietro Spinola † (1826 - 1832 criado cardeal de Santi Silvestro e Martino ai Monti)
- Tommaso Pasquale Gizzi † (1839 - 1844 criado cardeal de Santa Pudenciana)
- Gaetano Bedini † (1852 - 1861 nomeado arcebispo, título pessoal, de Viterbo e Tuscania)
- Mieczyslaw Halka Ledóchowski † (1861 - 1866 nomeado arcebispo de Gniezno e Poznań)
- Venanzio Mobili † (1874 - 1875)
- Luigi Amadori Biscioni † (1875 - 1883)
- Pietro Rota † (1884 - 1890)[4][5][6][nt 4]
- Władysław Michał Zaleski † (1892 - 1916 nomeado patriarca de Antioquia)
- Giovanni Battista Nasalli Rocca di Corneliano † (1916 - 1921 nomeado arcebispo de Bolonha)
- Angelo Rotta † (1922 - 1965)